# Nota bene
Nota bene (flertal: notate bene) er et udtryk fra latin nota (= mærke, tegn, bogstav) og bene (= godt, vel). Kendt i engelsk fra omkring 1721. 
Det ses ofte forkortet til NB og kan oversættes til "Vel at mærke!" eller "Bemærk!" 